# Marisora brachypoda
Marisora brachypoda — вид сцинкоподібних ящірок родини сцинкових (Scincidae). Мешкає в Мексиці і Центральній Америці.

## Поширення і екологія
Marisora brachypoda мешкають в Мексиці (на південь від Веракрусу і Коліми), Гватемалі, Белізі, Сальвадорі, Гондурасу, Нікарагуа і Коста-Риці. Вони живуть у вологих і сухих тропічних лісах, на плантаціях і в садах, на висоті до 1500 м над рівнем моря. Є яйцеживородними. Живляться дрібними безхребетними.